# Cité des Sciences et de l'Industrie
Cité des Sciences et de l'Industrie är ett vetenskapsmuseum beläget i Parc de la Villette i Paris, och det största i Europa. Museet är ett av många franska kulturcentra för vetenskap, teknik och industri som syftar till att främja vetenskap och vetenskaplig kultur.
Årligen besöks museet av cirka fem miljoner människor. Sevärdheterna i museet sträcker sig från ett planetarium till en ubåt (Argonaute), och inkluderar en IMAX-teater (La Géode) och ett speciellt område för barn och ungdomar.
Museet skapades på initiativ av president Giscard d'Estaing i syfte att förmedla vetenskaplig och teknisk kunskap till allmänheten, särskilt ungdomar, samt att främja allmänhetens intresse för vetenskap, forskning och industri.